# Derby de Manchester
 (décembre 2012).
Si vous disposez d'ouvrages ou d'articles de référence ou si vous connaissez des sites web de qualité traitant du thème abordé ici, merci de compléter l'article en donnant les références utiles à sa vérifiabilité et en les liant à la section « Notes et références ».
Le derby de Manchester est un match opposant les deux clubs principaux de la ville de Manchester, Manchester United et Manchester City.
Selon le club recevant ou visiteur, les matchs se jouent à Old Trafford lorsque United reçoit, où à l'Etihad Stadium lorsque les City accueillent, sauf exceptions (Demi-Finale/Finale de FA Cup, Finale de Ligue des champions, Community Shield, etc.) : dans ce cas le match est joué sur un terrain neutre

## Histoire
Le premier match entre les deux clubs s'est déroulé le 3 octobre 1891 sur le terrain des Red devils et a vu la victoire de ces derniers 5-1.
Après une période en deuxième division (de 1996 à 2002), City participe à nouveau à la Premier League depuis 2000 mais a du mal à s'imposer au milieu du Big Four et des outsiders (Aston Villa, Everton, Tottenham Hotspur). Cependant, à la suite du rachat de City par le Cheikh Khalifa, un multi-milliardaire des Émirats, les citizens attirent de nombreux joueurs talentueux[réf. nécessaire]. City est considéré[Par qui ?] comme un trouble fête pouvant déstabiliser la hiérarchie du Big Four. Alors que la rivalité avec le Liverpool FC reste au sommet grâce au niveau sportif des deux clubs, celle avec City semble reprendre du galon[réf. nécessaire]. Les déclarations de Sir Alex Ferguson en témoignent : « Manchester City sera l’équipe la plus riche au monde, mais United reste la meilleure équipe du monde ». Ryan Giggs confirma cette tendance : « United a un statut et une histoire qu’il s’est forgée pendant des années. En outre, dans ce club ont joué des joueurs de légende comme Sir Bobby Charlton et George Best »[réf. nécessaire].
Malgré quelques coups d'éclat ces dernières saisons, City ne réussira que très rarement à rivaliser avec son voisin. Néanmoins, City remporta les deux derbies en 2007-2008 : 1-0 à domicile grâce à Geovanni et 2-1 à Old Trafford grâce à Darius Vassell puis Benjani à peine arrivé de Portsmouth Football Club alors que Michael Carrick réduira la marque. Cela faisait 25 ans que City n'avait pas remporté les deux confrontions au cours d'une même saison.

## Historique des confrontations

### Confrontations en matchs officiels
| #   | Date              | Compétition                             | Lieu                       | Résultat      | Buteur(s) pour Manchester United                   | Buteur(s) pour Manchester City                                 | Spectateurs   | Réf.    |
| --- | ----------------- | --------------------------------------- | -------------------------- | ------------- | -------------------------------------------------- | -------------------------------------------------------------- | ------------- | ------- |
| 1   | 3 Octobre 1891    | Coupe d'Angleterre (1er Tour)           | North Road, Manchester     | MU 5 - 1 MC   | ?                                                  | ?                                                              | ?             | Rapport |
| 2   | 3 Novembre 1894   | Division 2                              | Hyde Road, Manchester      | MC 2 - 5 MU   | ?                                                  | ?                                                              | ?             | Rapport |
| 3   | 1 Janvier 1895    | Division 2                              | Bank Street, Manchester    | MU 1 - 1 MC   | ?                                                  | ?                                                              | ?             | Rapport |
| 4   | 5 Octobre 1895    | Division 2                              | Bank Street, Manchester    | MU 1 - 1 MC   | ?                                                  | ?                                                              | ?             | Rapport |
| 5   | 7 Décembre 1895   | Division 2                              | Hyde Road, Manchester      | MC 2 - 1 MU   | ?                                                  | ?                                                              | ?             | Rapport |
| 6   | 3 Octobre 1896    | Division 2                              | Hyde Road, Manchester      | MC 0 - 0 MU   |                                                    |                                                                | ?             | Rapport |
| 7   | 25 Décembre 1896  | Division 2                              | Bank Street, Manchester    | MU 2 - 1 MC   | ?                                                  | ?                                                              | ?             | Rapport |
| 8   | 16 Octobre 1897   | Division 2                              | Bank Street, Manchester    | MU 1 - 1 MC   | ?                                                  | ?                                                              | ?             | Rapport |
| 9   | 25 Décembre 1897  | Division 2                              | Hyde Road, Manchester      | MC 0 - 1 MU   | ?                                                  |                                                                | ?             | Rapport |
| 10  | 10 Septembre 1898 | Division 2                              | Bank Street, Manchester    | MU 3 - 0 MC   | ?                                                  |                                                                | ?             | Rapport |
| 11  | 26 Décembre 1898  | Division 2                              | Hyde Road, Manchester      | MC 4 - 0 MU   |                                                    |                                                                | ?             | Rapport |
| 12  | 25 Décembre 1902  | Division 2                              | Bank Street, Manchester    | MU 1 - 1 MC   | ?                                                  | ?                                                              | ?             | Rapport |
| 13  | 10 Avril 1903     | Division 2                              | Hyde Road, Manchester      | MC 0 - 2 MU   | ?                                                  |                                                                | ?             | Rapport |
| 14  | 1 Décembre 1906   | Division 1                              | Hyde Road, Manchester      | MC 3 - 0 MU   |                                                    | ?                                                              | ?             | Rapport |
| 15  | 6 Avril 1907      | Division 1                              | Bank Street, Manchester    | MU 1 - 1 MC   | ?                                                  | ?                                                              | ?             | Rapport |
| 16  | 21 Décembre 1907  | Division 1                              | Bank Street, Manchester    | MU 3 - 1 MC   | ?                                                  | ?                                                              | ?             | Rapport |
| 17  | 18 Avril 1908     | Division 1                              | Hyde Road, Manchester      | MC 0 - 0 MU   |                                                    |                                                                | ?             | Rapport |
| 18  | 19 Septembre 1908 | Division 1                              | Hyde Road, Manchester      | MC 1 - 2 MU   | ?                                                  | ?                                                              | ?             | Rapport |
| 19  | 23 Janvier 1909   | Division 1                              | Bank Street, Manchester    | MU 3 - 1 MC   | ?                                                  | ?                                                              | ?             | Rapport |
| 20  | 17 Septembre 1910 | Division 1                              | Old Trafford, Manchester   | MU 2 - 1 MC   | ?                                                  | ?                                                              | ?             | Rapport |
| 21  | 21 Janvier 1911   | Division 1                              | Hyde Road, Manchester      | MC 1 - 1 MU   | ?                                                  | ?                                                              | ?             | Rapport |
| 22  | 2 Septembre 1911  | Division 1                              | Hyde Road, Manchester      | MC 0 - 0 MU   |                                                    |                                                                | ?             | Rapport |
| 23  | 30 Décembre 1911  | Division 1                              | Old Trafford, Manchester   | MU 0 - 0 MC   |                                                    |                                                                | ?             | Rapport |
| 24  | 7 Septembre 1912  | Division 1                              | Old Trafford, Manchester   | MU 0 - 1 MC   |                                                    | ?                                                              | ?             | Rapport |
| 25  | 28 Décembre 1912  | Division 1                              | Hyde Road, Manchester      | MC 0 - 2 MU   | ?                                                  |                                                                | ?             | Rapport |
| 26  | 6 Décembre 1913   | Division 1                              | Hyde Road, Manchester      | MC 0 - 2 MU   | ?                                                  |                                                                | ?             | Rapport |
| 27  | 11 Avril 1914     | Division 1                              | Old Trafford, Manchester   | MU 0 - 1 MC   |                                                    | ?                                                              | ?             | Rapport |
| 28  | 5 Septembre 1914  | Division 1                              | Old Trafford, Manchester   | MU 0 - 0 MC   |                                                    |                                                                | ?             | Rapport |
| 29  | 2 Janvier 1915    | Division 1                              | Hyde Road, Manchester      | MC 1 - 1 MU   | ?                                                  | ?                                                              | ?             | Rapport |
| 30  | 11 Octobre 1919   | Division 1                              | Hyde Road, Manchester      | MC 3 - 3 MU   | ?                                                  | ?                                                              | ?             | Rapport |
| 31  | 18 Octobre 1919   | Division 1                              | Old Trafford, Manchester   | MU 1 - 0 MC   | ?                                                  |                                                                | ?             | Rapport |
| 32  | 20 Novembre 1920  | Division 1                              | Old Trafford, Manchester   | MU 1 - 1 MC   | ?                                                  | ?                                                              | ?             | Rapport |
| 33  | 27 Novembre 1920  | Division 1                              | Hyde Road, Manchester      | MC 3 - 0 MU   | ?                                                  | ?                                                              | ?             | Rapport |
| 34  | 22 Octobre 1921   | Division 1                              | Hyde Road, Manchester      | MC 4 - 1 MU   | ?                                                  | ?                                                              | ?             | Rapport |
| 35  | 29 Octobre 1921   | Division 1                              | Old Trafford, Manchester   | MU 3 - 1 MC   | ?                                                  | ?                                                              | ?             | Rapport |
| 36  | 12 Septembre 1925 | Division 1 (5e journée)                 | Maine Road, Manchester     | MC 1 - 1 MU   | Rennox                                             | Cowan                                                          | 62 994        | Rapport |
| 37  | 23 Janvier 1926   | Division 1 (26e journée)                | Old Trafford, Manchester   | MU 1 - 6 MC   | Rennox                                             | Austin · Hicks · Johnson · Roberts                             | 48 657        | Rapport |
| 38  | 27 Mars 1926      | Coupe d'Angleterre (Demi-Finale)        | Bramall Lane, Sheffield    | MU 0 - 3 MC   |                                                    | ?                                                              | ?             | Rapport |
| 39  | 1 Septembre 1928  | Division 1 (3e journée)                 | Maine Road, Manchester     | MC 2 - 2 MU   | Johnston · Wilson                                  | Johnson · Roberts                                              | 61 007        | Rapport |
| 40  | 5 Janvier 1929    | Division 1 (24e journée)                | Old Trafford, Manchester   | MU 1 - 2 MC   | Rawlings                                           | Austin · Johnson                                               | 42 555        | Rapport |
| 41  | 5 Octobre 1929    | Division 1 (9e journée)                 | Old Trafford, Manchester   | MU 1 - 3 MC   | Thomas                                             | Brook · Johnson · Marshall                                     | 57 201        | Rapport |
| 42  | 8 Février 1930    | Division 1 (28e journée)                | Maine Road, Manchester     | MC 0 - 1 MU   | Reid                                               |                                                                | 64 472        | Rapport |
| 43  | 4 Octobre 1930    | Division 1 (9e journée)                 | Maine Road, Manchester     | MC 4 - 1 MU   | Spence                                             | Marshall · Tait                                                | 41 757        | Rapport |
| 44  | 7 Février 1931    | Division 1 (28e journée                 | Old Trafford, Manchester   | MU 1 - 3 MC   | Spence                                             | Brook · Halliday · Toseland                                    | 39 876        | Rapport |
| 45  | 12 Septembre 1936 | Division 1 (5e journée)                 | Old Trafford, Manchester   | MU 3 - 2 MC   | Bamford · Bryant · Manley                          | Bray · Heale                                                   | 68 796        | Rapport |
| 46  | 9 Janvier 1937    | Division 1 (25e journée)                | Maine Road, Manchester     | MC 1 - 0 MU   |                                                    | Herd                                                           | 64 862        | Rapport |
| 47  | 20 Septembre 1947 | Division 1 (9e journée)                 | Maine Road, Manchester     | MC 0 - 0 MU   |                                                    |                                                                | 71 364        | Rapport |
| 48  | 7 Avril 1948      | Division 1 (28e journée)                | Maine Road, Manchester     | MU 1 - 1 MC   | Rowley                                             | Linacre                                                        | 73 114        | Rapport |
| 49  | 11 Septembre 1948 | Division 1 (7e journée)                 | Maine Road, Manchester     | MC 0 - 0 MU   |                                                    |                                                                | 67 616        | Rapport |
| 50  | 22 Janvier 1949   | Division 1 (27e journée)                | Maine Road, Manchester     | MU 0 - 0 MC   |                                                    |                                                                | 69 191        | Rapport |
| 51  | 3 Septembre 1949  | Division 1 (5e journée)                 | Old Trafford, Manchester   | MU 2 - 1 MC   | Pearson 74e 78e                                    | Munro 30e                                                      | 51 108        | Rapport |
| 52  | 31 Décembre 1949  | Division 1 (26e journée)                | Maine Road, Manchester     | MC 1 - 2 MU   | Delaney 55e · Pearson 75e                          | Black 10e                                                      | 63 593        | Rapport |
| 53  | 15 Septembre 1951 | Division 1 (9e journée)                 | Maine Road, Manchester     | MC 1 - 2 MU   | Berry 8e · McShane 88e                             | Hart 63e                                                       | 52 520        | Rapport |
| 54  | 19 Janvier 1952   | Division 1 (28e journée)                | Old Trafford, Manchester   | MU 1 - 1 MC   | Carey 60e                                          | McCourt 49e                                                    | 56 122        | Rapport |
| 55  | 30 Août 1952      | Division 1 (3e journée)                 | Maine Road, Manchester     | MC 2 - 1 MU   | Downie 79e                                         | Clarke 50e · Broadis 69e                                       | 56 240        | Rapport |
| 56  | 3 Janvier 1953    | Division 1 (25e journée)                | Old Trafford, Manchester   | MU 1 - 1 MC   | Pearson 11e                                        | Broadis 59e                                                    | 49 738        | Rapport |
| 57  | 5 Septembre 1953  | Division 1 (6e journée)                 | Maine Road, Manchester     | MC 2 - 0 MU   |                                                    | Hart · Revie                                                   | 53 097        | Rapport |
| 58  | 16 Janvier 1954   | Division 1 (27e journée)                | Old Trafford, Manchester   | MU 1 - 1 MC   | Berry                                              | McAdams                                                        | 48 216        | Rapport |
| 59  | 25 Septembre 1954 | Division 1 (10e journée)                | Maine Road, Manchester     | MC 3 - 2 MU   | Blanchflower · Taylor                              | Fagan · Hart · McAdams                                         | 54 105        | Rapport |
| 60  | 12 Février 1955   | Division 1 (29e journée)                | Old Trafford, Manchester   | MU 0 - 5 MC   |                                                    | Fagan · Hayes · Hart                                           | 49 733        | Rapport |
| 61  | 24 Février 1955   | Coupe d'Angleterre (4e Tour)            | Maine Road, Manchester     | MC 2 - 0 MU   |                                                    | ?                                                              | ?             | Rapport |
| 62  | 3 Septembre 1955  | Division 1 (5e journée)                 | Maine Road, Manchester     | MC 1 - 0 MU   |                                                    | Hayes                                                          | 59 192        | Rapport |
| 63  | 31 Décembre 1955  | Division 1 (26e journée)                | Old Trafford, Manchester   | MU 2 - 1 MC   | Taylor · Viollet                                   | Dyson                                                          | 61 194        | Rapport |
| 64  | 22 Septembre 1956 | Division 1 (9e journée)                 | Old Trafford, Manchester   | MU 2 - 0 MC   | Viollet · Whelan                                   |                                                                | 53 751        | Rapport |
| 65  | 24 Octobre 1956   | Charity Shield                          | Maine Road, Manchester     | MC 0 - 1 MU   | ?                                                  |                                                                | ?             | Rapport |
| 66  | 2 Février 1957    | Division 1 (27e journée)                | Maine Road, Manchester     | MC 2 - 4 MU   | Whelan · Taylor · Viollet · Edwards                | Clarke · Hayes                                                 | 63 872        | Rapport |
| 67  | 31 Août 1957      | Division 1 (3e journée)                 | Old Trafford, Manchester   | MU 4 - 1 MC   | Edwards 15e · Berry 20e · Viollet 65e · Taylor 86e | Barnes 59e                                                     | 63 347        | Rapport |
| 68  | 28 Décembre 1957  | Division 1 (25e journée)                | Maine Road, Manchester     | MC 2 - 2 MU   | Viollet 7e · Charlton 15e                          | Hayes 8e · Foulkes 64e (csc)                                   | 70 483        | Rapport |
| 69  | 27 Septembre 1958 | Division 1 (10e journée)                | Maine Road, Manchester     | MC 1 - 1 MU   | Charlton 3e (pen.)                                 | Hayes 37e                                                      | 62 912        | Rapport |
| 70  | 14 Février 1959   | Division 1 (29e journée)                | Old Trafford, Manchester   | MU 4 - 1 MC   | Goodwin 48e · Bradley 52e 69e · Scanlon 61e        | Johnstone 10e                                                  | 59 846        | Rapport |
| 71  | 19 Septembre 1959 | Division 1 (9e journée)                 | Maine Road, Manchester     | MC 3 - 0 MU   |                                                    | Hayes 9e 12e · Hannah 75e                                      | 58 300        | Rapport |
| 72  | 6 Février 1960    | Division 1 (28e journée)                | Old Trafford, Manchester   | MU 0 - 0 MC   |                                                    |                                                                | 59 450        | Rapport |
| 73  | 31 Décembre 1960  | Division 1 (25e journée)                | Old Trafford, Manchester   | MU 5 - 1 MC   | Charlton 5e 48e · Dawson 19e 44e 65e               | Barlow 16e                                                     | 61 621        | Rapport |
| 74  | 4 Mars 1961       | Division 1 (3e journée)                 | Maine Road, Manchester     | MC 1 - 3 MU   | Dawson 18e · Charlton 28e · Pearson 69e            | Wagstaffe 62e                                                  | 50 479        | Rapport |
| 75  | 23 Septembre 1961 | Division 1 (10e journée)                | Old Trafford, Manchester   | MU 3 - 2 MC   | Stiles · Viollet · Ewing                           | Stiles · Kennedy                                               | 56 345        | Rapport |
| 76  | 10 Février 1962   | Division 1 (29e journée)                | Maine Road, Manchester     | MC 0 - 2 MU   | Chisnall · Herd                                    |                                                                | 49 959        | Rapport |
| 77  | 15 Septembre 1962 | Division 1 (9e journée)                 | Old Trafford, Manchester   | MU 2 - 3 MC   | Law                                                | Dobing Hayes Harley                                            | 49 455        | Rapport |
| 78  | 15 Mai 1963       | Division 1 (28e journée)                | Maine Road, Manchester     | MC 1 - 1 MU   | Quixall                                            | Harley                                                         | 52 454        | Rapport |
| 79  | 17 Septembre 1966 | Division 1 (8e journée)                 | Old Trafford, Manchester   | MU 1 - 0 MC   | Law                                                |                                                                | 62 085        | Rapport |
| 80  | 21 Janvier 1967   | Division 1 (27e journée)                | Maine Road, Manchester     | MC 1 - 1 MU   | Foulkes                                            | Stiles                                                         | 62 983        | Rapport |
| 81  | 30 Septembre 1967 | Division 1 (10e journée)                | Maine Road, Manchester     | MC 1 - 2 MU   | Charlton                                           | Bell                                                           | 62 942        | Rapport |
| 82  | 27 Mars 1968      | Division 1 (29e journée)                | Old Trafford, Manchester   | MU 1 - 3 MC   | Best                                               | Bell · Heslop · Lee                                            | 62 243        | Rapport |
| 83  | 17 Août 1968      | Division 1 (3e journée)                 | Maine Road, Manchester     | MC 0 - 0 MU   |                                                    |                                                                | 63 052        | Rapport |
| 84  | 8 Mars 1969       | Division 1 (33e journée)                | Old Trafford, Manchester   | MU 0 - 1 MC   |                                                    | Summerbee                                                      | 63 264        | Rapport |
| 85  | 15 Novembre 1969  | Division 1 (20e journée)                | Maine Road, Manchester     | MC 4 - 0 MU   |                                                    | Bell · Young · Sadler                                          | 63 013        | Rapport |
| 86  | 3 Décembre 1969   | Coupe de la Ligue (Demi-finale, aller)  | Maine Road, Manchester     | MC 2 - 1 MU   | ?                                                  | ?                                                              | ?             | Rapport |
| 87  | 17 Décembre 1969  | Coupe de la Ligue (Demi-finale, retour) | Old Trafford, Manchester   | MU 2 - 2 MC   | ?                                                  | ?                                                              | ?             | Rapport |
| 88  | 24 Janvier 1970   | Coupe d'Angleterre (4e Tour)            | Old Trafford, Manchester   | MU 3 - 0 MC   | ?                                                  |                                                                | ?             | Rapport |
| 89  | 28 Mars 1970      | Division 1 (40e journée)                | Old Trafford, Manchester   | MU 1 - 2 MC   | Kidd                                               | Doyle Lee                                                      | 59 777        | Rapport |
| 90  | 12 Décembre 1970  | Division 1 (21e journée)                | Old Trafford, Manchester   | MU 1 - 4 MC   | Kidd                                               | Lee · Doyle                                                    | 52 636        | Rapport |
| 91  | 5 Mai 1971        | Division 1 (28e journée)                | Maine Road, Manchester     | MC 3 - 4 MU   | Law · Charlton · Best                              | Mellor · Lee · Hill                                            | 43 626        | Rapport |
| 92  | 6 Novembre 1971   | Division 1 (16e journée)                | Maine Road, Manchester     | MC 3 - 3 MU   | Gowling · Kidd · McIlroy                           | Summerbee · Bell · Lee                                         | 63 366        | Rapport |
| 93  | 12 Avril 1972     | Division 1 (30e journée)                | Old Trafford, Manchester   | MU 1 - 3 MC   | Buchan                                             | Marsh · Lee                                                    | 56 000        | Rapport |
| 94  | 18 Novembre 1972  | Division 1 (18e journée)                | Maine Road, Manchester     | MC 3 - 0 MU   |                                                    | Bell · Buchan                                                  | 52 050        | Rapport |
| 95  | 21 Avril 1973     | Division 1 (40e journée)                | Old Trafford, Manchester   | MU 0 - 0 MC   |                                                    |                                                                | 61 500        | Rapport |
| 96  | 13 Mars 1974      | Division 1 (18e journée)                | Maine Road, Manchester     | MC 0 - 0 MU   |                                                    |                                                                | 51 331        | Rapport |
| 97  | 27 Avril 1974     | Division 1 (42e journée)                | Old Trafford, Manchester   | MU 0 - 1 MC   |                                                    | Law                                                            | 56 996        | Rapport |
| 98  | 9 Octobre 1974    | Coupe de la Ligue (3e Tour)             | Old Trafford, Manchester   | MU 1 - 0 MC   | ?                                                  |                                                                | ?             | Rapport |
| 99  | 27 Septembre 1975 | Division 1 (10e journée)                | Maine Road, Manchester     | MC 2 - 2 MU   | McCreery · Macary                                  | Royle · Nicholl                                                | 46 931        | Rapport |
| 100 | 12 Novembre 1975  | Coupe de la Ligue (4e Tour)             | Maine Road, Manchester     | MC 4 - 0 MU   |                                                    | ?                                                              | ?             | Rapport |
| 101 | 4 Mai 1976        | Division 1 (37e journée)                | Old Trafford, Manchester   | MU 2 - 0 MC   | McIlroy · Hill                                     |                                                                | 59 528        | Rapport |
| 102 | 25 Septembre 1976 | Division 1 (7e journée)                 | Maine Road, Manchester     | MC 1 - 3 MU   | Coppell · McCreery · Daly                          | Tueart                                                         | 48 861        | Rapport |
| 103 | 5 Mars 1977       | Division 1 (30e journée)                | Old Trafford, Manchester   | MU 3 - 1 MC   | Pearson · Hill · Coppell                           | Royle                                                          | 58 595        | Rapport |
| 104 | 10 Septembre 1977 | Division 1 (5e journée)                 | Maine Road, Manchester     | MC 3 - 1 MU   | Nicholl                                            | Kidd · Channon                                                 | 50 856        | Rapport |
| 105 | 15 Mars 1978      | Division 1 (27e journée)                | Old Trafford, Manchester   | MU 2 - 2 MC   | Hill                                               | Barnes · Kidd                                                  | 58 426        | Rapport |
| 106 | 30 Septembre 1978 | Division 1 (8e journée)                 | Old Trafford, Manchester   | MU 1 - 0 MC   | Jordan                                             |                                                                | 55 317        | Rapport |
| 107 | 10 Février 1979   | Division 1 (28e journée)                | Maine Road, Manchester     | MC 0 - 3 MU   | Coppell · Ritchie                                  |                                                                | 46 151        | Rapport |
| 108 | 10 Novembre 1979  | Division 1 (15e journée)                | Maine Road, Manchester     | MC 2 - 0 MU   |                                                    | Henry · Robinson                                               | 50 067        | Rapport |
| 109 | 22 Mars 1980      | Division 1 (34e journée)                | Old Trafford, Manchester   | MU 1 - 0 MC   | Thomas 75e                                         |                                                                | 56 384        | Rapport |
| 110 | 27 Septembre 1980 | Division 1 (8e journée)                 | Old Trafford, Manchester   | MUN 2 - 2 MCI | Coppell · Albiston                                 | Reeves · Palmer                                                | 55 926        | Rapport |
| 111 | 21 Février 1981   | Division 1 (31e journée)                | Maine Road, Manchester     | MC 1 - 0 MU   |                                                    | MacKenzie                                                      | 50 114        | Rapport |
| 112 | 10 Octobre 1981   | Division 1 (9e journée)                 | Maine Road, Manchester     | MC 0 - 0 MU   |                                                    |                                                                | 52 037        | Rapport |
| 113 | 27 Février 1982   | Division 1 (29e journée)                | Old Trafford, Manchester   | MU 1 - 1 MC   | Moran                                              | Reeves                                                         | 57 827        | Rapport |
| 114 | 23 Octobre 1982   | Division 1 (11e journée)                | Old Trafford, Manchester   | MU 2 - 2 MC   | Stapleton                                          | Tueart · Cross                                                 | 57 334        | Rapport |
| 115 | 5 Mars 1983       | Division 1 (30e journée)                | Maine Road, Manchester     | MC 1 - 2 MU   | Stapleton                                          | Reeves                                                         | 45 400        | Rapport |
| 116 | 14 Septembre 1985 | Division 1 (8e journée)                 | Maine Road, Manchester     | MC 0 - 3 MU   | Robson · Albiston · Duxbury                        |                                                                | 48 773        | Rapport |
| 117 | 22 Mars 1986      | Division 1 (26e journée)                | Old Trafford, Manchester   | MU 2 - 2 MC   | Gibson · Strachan                                  | Wilson · Albiston                                              | 51 274        | Rapport |
| 118 | 26 Octobre 1986   | Division 1 (12e journée)                | Maine Road, Manchester     | MCI 1 - 1 MUN | Stapleton                                          | McCarthy                                                       | 32 440        | Rapport |
| 119 | 10 Janvier 1987   | Coupe d'Angleterre (3e Tour)            | Old Trafford, Manchester   | MU 1 - 0 MC   | ?                                                  |                                                                | ?             | Rapport |
| 120 | 7 Mars 1987       | Division 1 (31e journée)                | Old Trafford, Manchester   | MU 2 - 0 MC   | Reid · Robson                                      |                                                                | 48 619        | Rapport |
| 121 | 23 Septembre 1989 | Division 1 (7e journée)                 | Maine Road, Manchester     | MC 5 - 1 MU   | Hughes                                             | Oldfield · Morley · Bishop · Hinchcliffe                       | 43 246        | Rapport |
| 122 | 3 Février 1990    | Division 1 (24e journée)                | Old Trafford, Manchester   | MU 1 - 1 MC   | Blackmore                                          | Brightwell                                                     | 40 274        | Rapport |
| 123 | 27 Octobre 1990   | Division 1 (10e journée)                | Maine Road, Manchester     | MC 3 - 3 MU   | Hughes 37e · McClair 80e 82e                       | White 21e 27e · Hendry 78e                                     | 36 427        | Rapport |
| 124 | 4 Mai 1991        | Division 1 (37e journée)                | Old Trafford, Manchester   | MU 1 - 0 MC   | Giggs 22e                                          |                                                                | 45 286        | Rapport |
| 125 | 16 Novembre 1991  | Division 1 (16e journée)                | Maine Road, Manchester     | MC 0 - 0 MU   |                                                    |                                                                | 38 180        | Rapport |
| 126 | 7 Avril 1992      | Division 1 (33e journée)                | Old Trafford, Manchester   | MU 1 - 1 MC   | Giggs 20e                                          | Curle 61e (pen.)                                               | 46 781        | Rapport |
| 127 | 6 Décembre 1992   | Premier League (15e journée)            | Old Trafford, Manchester   | MU 2 - 1 MC   | Ince 20e · Hughes 73e                              | Quinn 74e                                                      | 35 408        | Rapport |
| 128 | 20 Mars 1993      | Premier League (31e journée)            | Maine Road, Manchester     | MC 1 - 1 MU   | Cantona 68e                                        | Quinn 57e                                                      | 37 136        | Rapport |
| 129 | 7 Novembre 1993   | Premier League (11e journée)            | Maine Road, Manchester     | MC 2 - 3 MU   | Cantona 52e 78e · Keane 87e                        | Quinn 21e 32e                                                  | 35 155        | Rapport |
| 130 | 23 Avril 1994     | Premier League (37e journée)            | Old Trafford, Manchester   | MU 2 - 0 MC   | Cantona 40e 45e                                    |                                                                | 44 333        | Rapport |
| 131 | 10 Novembre 1994  | Premier League (12e journée)            | Old Trafford, Manchester   | MU 5 - 0 MC   | Cantona 24e · Kanchelskis 43e 47e 88e · Hughes 70e |                                                                | 43 738        | Rapport |
| 132 | 11 Février 1995   | Premier League (24e journée)            | Maine Road, Manchester     | MC 0 - 3 MU   | Ince 58e · Kanchelskis 74e · Cole 77e              |                                                                | 21 430        | Rapport |
| 133 | 14 Octobre 1995   | Premier League (7e journée)             | Old Trafford, Manchester   | MU 1 - 0 MC   | Scholes 4e                                         |                                                                | 35 707        | Rapport |
| 134 | 18 Février 1996   | Coupe d'Angleterre (5e Tour)            | Old Trafford, Manchester   | MU 2 - 1 MC   | Cantona 38e (pen.) · Sharpe 77e                    | Rösler 11e                                                     | 42 692        | Rapport |
| 135 | 6 Avril 1996      | Premier League (33e journée)            | Maine Road, Manchester     | MC 2 - 3 MU   | Cantona 6e (pen.) · Cole 40e · Giggs 77e           | Kavelashvili 39e · Rösler 71e                                  | 29 688        | Rapport |
| 136 | 18 Novembre 2000  | Premier League (13e journée)            | Maine Road, Manchester     | MC 0 - 1 MU   | Beckham 2e                                         |                                                                | 34 429        | Rapport |
| 137 | 21 Avril 2001     | Premier League (34e journée)            | Old Trafford, Manchester   | MU 1 - 1 MC   | Sheringham 71e (pen.)                              | Howey 84e                                                      | 67 535        | Rapport |
| 138 | 9 Novembre 2002   | Premier League (13e journée)            | Maine Road, Manchester     | MC 3 - 1 MU   | Solskjær 8e                                        | Anelka 5e · Goater 26e 50e                                     | 34 649        | Rapport |
| 139 | 9 Février 2003    | Premier League (27e journée)            | Old Trafford, Manchester   | MU 1 - 1 MC   | van Nistelrooy 18e                                 | Goater 86e                                                     | 67 646        | Rapport |
| 140 | 13 Décembre 2003  | Premier League (15e journée)            | Old Trafford, Manchester   | MU 3 - 1 MC   | Scholes 7e 73e · van Nistelrooy 34e                | Wright-Phillips 52e                                            | 67 643        | Rapport |
| 141 | 24 Février 2004   | Coupe d'Angleterre (5e Tour)            | Old Trafford, Manchester   | MU 4 - 2 MC   | Scholes 34e · van Nistelrooy 71e 80e · Ronaldo 74e | Tarnat 78e · Fowler 86e                                        | 67 228        | Rapport |
| 142 | 14 Mars 2004      | Premier League (27e journée)            | Etihad Stadium, Manchester | MC 4 - 1 MU   | Scholes 35e                                        | Fowler 3e · Macken 32e · Sinclair 73e · Wright-Phillips 90+1e  | 47 284        | Rapport |
| 143 | 7 Novembre 2004   | Premier League (12e journée)            | Old Trafford, Manchester   | MU 0 - 0 MC   |                                                    |                                                                | 67 863        | Rapport |
| 144 | 13 Février 2005   | Premier League (27e journée)            | Etihad Stadium, Manchester | MC 0 - 2 MU   | Rooney 68e · Dunne 75e (csc)                       |                                                                | 47 111        | Rapport |
| 145 | 10 Septembre 2005 | Premier League (5e journée)             | Old Trafford, Manchester   | MU 1 - 1 MC   | van Nistelrooy 45+1e                               | Barton 75e                                                     | 67 839        | Rapport |
| 146 | 14 Janvier 2006   | Premier League (22e journée)            | Etihad Stadium, Manchester | MC 3 - 1 MU   | van Nistelrooy 76e                                 | Sinclair 32e · Vassell 39e · Fowler 90+3e                      | 47 192        | Rapport |
| 147 | 9 Décembre 2006   | Premier League (17e journée)            | Old Trafford, Manchester   | MU 3 - 1 MC   | Rooney 6e · Saha 45e · Ronaldo 84e                 | Trabelsi 72e                                                   | 75 858        | Rapport |
| 148 | 5 Mai 2007        | Premier League (38e journée)            | Etihad Stadium, Manchester | MC 0 - 1 MU   | Ronaldo 34e (pen.)                                 |                                                                | 47 244        | Rapport |
| 149 | 19 Août 2007      | Premier League (3e journée)             | Etihad Stadium, Manchester | MC 1 - 0 MU   |                                                    | Geovanni 31e                                                   | 44 955        | Rapport |
| 150 | 10 Février 2008   | Premier League (26e journée)            | Old Trafford, Manchester   | MU 1 - 2 MC   | Carrick 90+2e                                      | Vassell 24e · Benjani 45e                                      | 75 970        | Rapport |
| 151 | 30 Novembre 2008  | Premier League (15e journée)            | Etihad Stadium, Manchester | MC 0 - 1 MU   | Rooney 42e                                         |                                                                | 47 320        | Rapport |
| 152 | 10 Mai 2009       | Premier League (37e journée)            | Old Trafford, Manchester   | MU 2 - 0 MC   | Ronaldo 18e · Tévez 45e                            |                                                                | 75 464        | Rapport |
| 153 | 20 Septembre 2009 | Premier League (6e journée)             | Old Trafford, Manchester   | MU 4 - 3 MC   | Rooney 2e · Fletcher 49e 80e · Owen 90+6e          | Barry 16e · Bellamy 52e 90e                                    | 75 066        | Rapport |
| 154 | 19 Janvier 2010   | Coupe de la Ligue (Demi-finale, aller)  | Etihad Stadium, Manchester | MC 2 - 1 MU   | Giggs 17e                                          | Tévez 42e (pen.) 65e                                           | 46 067        | Rapport |
| 155 | 27 Janvier 2010   | Coupe de la Ligue (Demi-finale, retour) | Old Trafford, Manchester   | MU 3 - 1 MC   | Scholes 52e · Carrick 71e · Rooney 90e             | Tévez 76e                                                      | 74 576        | Rapport |
| 156 | 17 Avril 2010     | Premier League (35e journée)            | Etihad Stadium, Manchester | MC 0 - 1 MU   | Scholes 90+3e                                      |                                                                | 47 019        | Rapport |
| 157 | 10 Novembre 2010  | Premier League (12e journée)            | Etihad Stadium, Manchester | MC 0 - 0 MU   |                                                    |                                                                | 47 210        | Rapport |
| 158 | 12 Février 2011   | Premier League (25e journée)            | Old Trafford, Manchester   | MU 2 - 1 MC   | Nani 41e · Rooney 78e                              | Silva 65e                                                      | 75 322        | Rapport |
| 159 | 16 Avril 2011     | Coupe d'Angleterre (Demi-Finale)        | Wembley Stadium, Londres   | MC 1 - 0 MU   |                                                    | Touré 52e                                                      | 86 549        | Rapport |
| 160 | 7 Août 2011       | Community Shield                        | Wembley Stadium, Londres   | MC 2 - 3 MU   | Smalling 52e · Nani 58e 90e                        | Lescott 38e · Džeko 45e                                        | 77 169        | Rapport |
| 161 | 23 Octobre 2011   | Premier League (9e journée)             | Old Trafford, Manchester   | MU 1 - 6 MC   | Fletcher 81e                                       | Balotelli 22e 60e · Agüero 69e · Džeko 89e 90+3e · Silva 90+1e | 75 487        | Rapport |
| 162 | 8 Janvier 2012    | Coupe d'Angleterre (3e Tour)            | Etihad Stadium, Manchester | MC 2 - 3 MU   | Rooney 10e 39e · Welbeck 30e                       | Kolarov 47e · Agüero 64e                                       | 46 808        | Rapport |
| 163 | 30 Avril 2012     | Premier League (35e journée)            | Etihad Stadium, Manchester | MC 1 - 0 MU   |                                                    | Kompany 45+1e                                                  | 47 259        | Rapport |
| 164 | 9 Décembre 2012   | Premier League (16e journée)            | Etihad Stadium, Manchester | MC 2 - 3 MU   | Rooney 16e 29e · van Persie 90+2e                  | Touré 60e · Zabaleta 86e                                       | 47 166        | Rapport |
| 165 | 8 Avril 2013      | Premier League (32e journée)            | Old Trafford, Manchester   | MU 1 - 2 MC   | Kompany 59e (csc)                                  | Milner 51e · Agüero 78e                                        | 75 498        | Rapport |
| 166 | 22 Septembre 2013 | Premier League (5e journée)             | Etihad Stadium, Manchester | MC 4 - 1 MU   | Rooney 87e                                         | Agüero 16e 47e · Touré 45+1e · Nasri 50e                       | 47 156        | Rapport |
| 167 | 25 Mars 2014      | Premier League (32e journée)            | Old Trafford, Manchester   | MU 0 - 3 MC   |                                                    | Džeko 1re 56e · Touré 90e                                      | 75 203        | Rapport |
| 168 | 2 Novembre 2014   | Premier League (10e journée)            | Etihad Stadium, Manchester | MC 1 - 0 MU   |                                                    | Agüero 63e                                                     | 45 358        | Rapport |
| 169 | 12 Avril 2015     | Premier League (32e journée)            | Old Trafford, Manchester   | MU 4 - 2 MC   | Young 14e · Fellaini 27e · Mata 67e · Smalling 73e | Agüero 8e 89e                                                  | 75 313        | Rapport |
| 170 | 25 Octobre 2015   | Premier League (10e journée)            | Old Trafford, Manchester   | MU 0 - 0 MC   |                                                    |                                                                | 75 329        | Rapport |
| 171 | 20 Mars 2016      | Premier League (31e journée)            | Etihad Stadium, Manchester | MC 0 - 1 MU   | Rashford 16e                                       |                                                                | 54 557        | Rapport |
| 172 | 10 Septembre 2016 | Premier League (4e journée)             | Old Trafford, Manchester   | MU 1 - 2 MC   | Ibrahimović 42e                                    | De Bruyne 15e · Iheanacho 36e                                  | 75 272        | Rapport |
| 173 | 26 Octobre 2016   | Coupe de la Ligue (4e Tour)             | Old Trafford, Manchester   | MU 1 - 0 MC   | Mata 54e                                           |                                                                | 75 196        | Rapport |
| 174 | 27 Avril 2017     | Premier League (34e journée)            | Etihad Stadium, Manchester | MC 0 - 0 MU   |                                                    |                                                                | 54 176        | Rapport |
| 175 | 10 Décembre 2017  | Premier League (16e journée)            | Old Trafford, Manchester   | MU 1 - 2 MC   | Rashford 45+2e                                     | Silva 43e · Otamendi 54e                                       | 74 847        | Rapport |
| 176 | 7 Avril 2018      | Premier League (33e journée)            | Etihad Stadium, Manchester | MC 2 - 3 MU   | Pogba 53e 55e · Smalling 69e                       | Kompany 25e · Gündoğan 30e                                     | 54 259        | Rapport |
| 177 | 11 Novembre 2018  | Premier League (12e journée)            | Etihad Stadium, Manchester | MC 3 - 1 MU   | Martial 58e (pen.)                                 | Silva 12e · Agüero 48e · Gündoğan 86e                          | 54 316        | Rapport |
| 178 | 24 Avril 2019     | Premier League (35e journée)            | Old Trafford, Manchester   | MU 0 - 2 MC   |                                                    | Silva 54e · Sané 66e                                           | 74 431        | Rapport |
| 179 | 7 Décembre 2019   | Premier League (16e journée)            | Etihad Stadium, Manchester | MC 1 - 2 MU   | Rashford 23e (pen.) · Martial 29e                  | Otamendi 85e                                                   | 54 403        | Rapport |
| 180 | 7 Janvier 2020    | Coupe de la Ligue (Demi-finale, aller)  | Old Trafford, Manchester   | MU 1 - 3 MC   | Rashford 70e                                       | Silva 17e · Mahrez 33e · Pereira 38e (csc)                     | 69 023        | Rapport |
| 181 | 29 Janvier 2020   | Coupe de la Ligue (Demi-finale, retour) | Etihad Stadium, Manchester | MC 0 - 1 MU   | Matić 35e                                          |                                                                | 51 000        | Rapport |
| 182 | 7 mars 2020       | Premier League (29e journée)            | Old Trafford, Manchester   | MU 2 - 0 MC   | Martial 30e (pen.) · McTominay 90+6e               |                                                                | 73 288        | Rapport |
| 183 | 12 décembre 2020  | Premier League (12e journée)            | Old Trafford, Manchester   | MU 0 - 0 MC   |                                                    |                                                                | 0 (huis-clos) | Rapport |
| 184 | 6 janvier 2020    | Coupe de la Ligue (Demi-finale)         | Old Trafford, Manchester   | MU 0 - 2 MC   |                                                    | Stones 50e · Fernandinho 83e                                   | 0 (huis-clos) | Rapport |
| 185 | 7 mars 2021       | Premier League (27e journée)            | Etihad Stadium, Manchester | MC 0 - 2 MU   | Fernandes 2e (pen.) · Shaw 50e                     |                                                                | 0 (huis-clos) | Rapport |
| 186 | 6 novembre 2021   | Premier League (11e journée)            | Old Trafford, Manchester   | MU 0 - 2 MC   |                                                    | Bailly 7e (csc) · Silva 45e                                    | 73 086        | Rapport |
| 187 | 6 mars 2022       | Premier League (28e journée)            | Etihad Stadium, Manchester | MC 4 - 1 MU   | Sancho 22e                                         | De Bruyne 5e 28e · Mahrez 68e 90+1e                            | 53 165        | Rapport |
| 188 | 2 octobre 2022    | Premier League (9e journée)             | Etihad Stadium, Manchester | MC 6 - 3 MU   | Antony 56e · Martial 84e 90+1e (pen.)              | Foden 8e 44e 73e · Haaland 34e 37e 64e                         | 53 475        | Rapport |
| 189 | 14 janvier 2023   | Premier League (20e journée)            | Old Trafford, Manchester   | MU 2 - 1 MC   | Fernandes 78e · Rashford 82e                       | Grealish 60e                                                   | 75 546        | Rapport |
| 190 | 3 juin 2023       | Coupe d'Angleterre (Finale)             | Wembley Stadium, Londres   | MC 2 - 1 MU   | Fernandes 33e (pen.)                               | Gündoğan 1re 51e                                               | 83 179        | Rapport |
| 191 | 28 octobre 2023   | Premier League (10e journée)            | Old Trafford, Manchester   | MU 0 - 3 MC   |                                                    | Haaland 26e (pen.) 49e · Foden 80e                             | 73 502        | Rapport |
| 192 | 3 mars 2024       | Premier League (27e journée)            | Etihad Stadium, Manchester | MC 3 - 1 MU   | Rashford 8e                                        | Foden 56e 80e · Haaland 90+1e                                  | 55 097        | Rapport |
| 193 | 25 mai 2024       | Coupe d'Angleterre (Finale)             | Wembley Stadium, Londres   | MC 1 - 2 MU   | Garnacho 30e · Mainoo 39e                          | Doku 87e                                                       | 84 814        | Rapport |
| 194 | 10 août 2024      | Community Shield                        | Wembley Stadium, Londres   | MC 1 - 1 MU   | Garnacho 82e                                       | Silva 89e                                                      | 78 146        | Rapport |
| 195 | 15 décembre 2024  | Premier League (16e journée)            | Etihad Stadium, Manchester | MC 1 - 2 MU   | Fernandes 88e (pen.) · Diallo 90e                  | Gvardiol 36e                                                   | 52 788        | Rapport |
| 196 | 5 avril 2025      | Premier League (31e journée)            | Old Trafford, Manchester   | MU 0 - 0 MC   |                                                    |                                                                | 73 738        | Rapport |
| 197 | 13 septembre 2025 | Premier League (4e journée)             | Etihad Stadium, Manchester | MC - MU       |                                                    |                                                                |               | Rapport |
| 198 | 17 janvier 2026   | Premier League (22e journée)            | Old Trafford, Manchester   | MU - MC       |                                                    |                                                                |               | Rapport |

## Statistique

### Bilan
Mis a jour le 15 décembre 2024
| Compétition               | Matchs | Victoires de Manchester United | Matchs nuls | Victoires de Manchester City | Buts pour Manchester United | Buts pour Manchester City |
| ------------------------- | ------ | ------------------------------ | ----------- | ---------------------------- | --------------------------- | ------------------------- |
| Premier League/Division 1 | 159    | 61                             | 48          | 50                           | 220                         | 227                       |
| Division 2                | 12     | 5                              | 5           | 2                            | 18                          | 13                        |
| Coupe d'Angleterre        | 11     | 7                              | 0           | 4                            | 21                          | 15                        |
| Coupe de la Ligue         | 10     | 4                              | 1           | 5                            | 11                          | 16                        |
| Community Shield          | 3      | 2                              | 1           | 0                            | 5                           | 3                         |
| Total                     | 195    | 79                             | 55          | 61                           | 275                         | 274                       |

| Stade           | Matchs | Victoires de Manchester United | Matchs nuls | Victoires de Manchester City | Buts pour Manchester United | Buts pour Manchester City |
| --------------- | ------ | ------------------------------ | ----------- | ---------------------------- | --------------------------- | ------------------------- |
| Old Trafford    | 84     | 37                             | 22          | 25                           | 125                         | 113                       |
| Maine Road      | 53     | 17                             | 19          | 17                           | 69                          | 79                        |
| Etihad Stadium  | 25     | 12                             | 2           | 11                           | 32                          | 39                        |
| Hyde Road       | 17     | 6                              | 6           | 5                            | 21                          | 24                        |
| Bank Street     | 9      | 4                              | 5           | 0                            | 16                          | 8                         |
| Wembley Stadium | 5      | 2                              | 1           | 2                            | 7                           | 7                         |
| North Road      | 1      | 1                              | 0           | 0                            | 5                           | 1                         |
| Bramall Lane    | 1      | 0                              | 0           | 1                            | 0                           | 3                         |
| Total           | 195    | 79                             | 55          | 61                           | 275                         | 274                       |

| Décennie    | Matchs | Victoires de Manchester United | Matchs nuls | Victoires de Manchester City | Buts pour Manchester United | Buts pour Manchester City |
| ----------- | ------ | ------------------------------ | ----------- | ---------------------------- | --------------------------- | ------------------------- |
| Années 1890 | 11     | 5                              | 4           | 2                            | 20                          | 13                        |
| Années 1900 | 8      | 4                              | 3           | 1                            | 12                          | 9                         |
| Années 1910 | 12     | 4                              | 6           | 2                            | 12                          | 9                         |
| Années 1920 | 10     | 1                              | 3           | 6                            | 11                          | 27                        |
| Années 1930 | 5      | 2                              | 0           | 3                            | 6                           | 11                        |
| Années 1940 | 6      | 2                              | 4           | 0                            | 7                           | 3                         |
| Années 1950 | 19     | 7                              | 5           | 7                            | 28                          | 30                        |
| Années 1960 | 16     | 6                              | 5           | 5                            | 24                          | 22                        |
| Années 1970 | 21     | 8                              | 5           | 8                            | 31                          | 30                        |
| Années 1980 | 13     | 5                              | 6           | 2                            | 18                          | 15                        |
| Années 1990 | 14     | 9                              | 5           | 0                            | 28                          | 12                        |
| Années 2000 | 18     | 9                              | 4           | 5                            | 27                          | 23                        |
| Années 2010 | 26     | 11                             | 3           | 12                           | 33                          | 42                        |
| Années 2020 | 16     | 6                              | 2           | 8                            | 18                          | 28                        |
| Total       | 195    | 79                             | 55          | 61                           | 275                         | 274                       |

## Palmarès
| Équipe            | Premier League | Coupes nationales  | Coupes nationales | Coupes nationales | Coupes européennes  | Coupes européennes | Coupes européennes | Coupes européennes | Coupes international   | Coupes international     | Total |
| Équipe            | Premier League | Coupe d'Angleterre | Coupe de la Ligue | Community Shield  | Ligue des champions | Coupe des coupes   | Ligue Europa       | Supercoupe         | Coupe intercontinental | Coupe du monde des clubs | Total |
| ----------------- | -------------- | ------------------ | ----------------- | ----------------- | ------------------- | ------------------ | ------------------ | ------------------ | ---------------------- | ------------------------ | ----- |
| Manchester United | 20             | 13                 | 6                 | 21                | 3                   | 1                  | 1                  | 1                  | 1                      | 1                        | 68    |
| Manchester City   | 10             | 7                  | 8                 | 7                 | 1                   | 1                  | 0                  | 1                  | 0                      | 1                        | 36    |
| Total             | 30             | 20                 | 14                | 28                | 4                   | 2                  | 1                  | 2                  | 1                      | 2                        | 104   |

## Joueurs ayant joué dans les deux clubs
| Joueur             | Saison à Manchester City | Saison à Manchester United |
| ------------------ | ------------------------ | -------------------------- |
| Andreï Kanchelskis | 2001                     | 1991-1995                  |
| Peter Barnes       | 1975-1979 et 1986-1987   | 1985-1986                  |
| Owen Hargreaves    | 2011-2012                | 2007-2011                  |
| Andy Cole          | 2005-2006                | 1995-2001                  |
| Sammy Mcllroy      | 1985-1986                | 1971-1982                  |
| Peter Schmeichel   | 2002-2003                | 1991-1999                  |
| Carlos Tevez       | 2009-2013                | 2007-2009                  |
| Brian Kidd         | 1976-1979                | 1963-1974                  |
| Denis Law          | 1960-1961 et 1973-1974   | 1962-1973                  |
| Billy Meredith     | 1894-1906 et 1921-1924   | 1906-1921                  |

## Les 10 meilleurs buteurs du derby de Manchester
| Joueur              | Club(s)                           | Premier League | FA Cup | League Cup | Community Shield | Buts | Années                           |
| ------------------- | --------------------------------- | -------------- | ------ | ---------- | ---------------- | ---- | -------------------------------- |
| Wayne Rooney        | Manchester United                 | 8              | 2      | 1          | 0                | 11   | 2004-2017                        |
| Sergio Agüero       | Manchester City                   | 8              | 1      | 0          | 0                | 9    | 2011-2021                        |
| Joe Hayes           | Manchester City                   | 9              | 0      | 0          | 0                | 9    | 1953-1965                        |
| Bobby Charlton      | Manchester United                 | 8              | 0      | 0          | 0                | 8    | 1956-1973                        |
| Eric Cantona        | Manchester United                 | 7              | 1      | 0          | 0                | 8    | 1992-1997                        |
| Paul Scholes        | Manchester United                 | 5              | 1      | 1          | 0                | 7    | 1992-2011 et 2012-2013           |
| Colin Bell          | Manchester City                   | 7              | 0      | 0          | 0                | 7    | 1966-1979                        |
| Dennis Viollet      | Manchester United                 | 6              | 0      | 0          | 0                | 6    | 1949-1962                        |
| Ruud van Nistelrooy | Manchester United                 | 4              | 2      | 0          | 0                | 6    | 2001-2006                        |
| Marcus Rashford     | Manchester United                 | 5              | 0      | 1          | 0                | 6    | 2016-                            |
| Erling Haaland      | Manchester City                   | 6              | 0      | 0          | 0                | 6    | 2022-                            |
| Phil Foden          | Manchester City                   | 6              | 0      | 0          | 0                | 6    | 2016-                            |
| Anthony Martial     | Manchester United                 | 5              | 0      | 0          | 0                | 5    | 2015-                            |
| Denis Law           | Manchester United/Manchester City | 5              | 0      | 0          | 0                | 5    | 1962-1973/1960-1961 et 1973-1974 |
| Edin Dzeko          | Manchester City                   | 4              | 0      | 0          | 1                | 5    | 2011-2015                        |

## Records
La plus grosse affluence fut réalisée le 20 septembre 1947 lorsque 78 000 spectateurs assistèrent à un score nul et vierge. À cette époque, les deux clubs jouaient à Maine Road en raison des dégâts causés durant la Seconde Guerre mondiale à Old Trafford.
La plus large victoire fut pour City lors d'une victoire 6-1 le 23 janvier 1926, exploit renouvelé le 23 octobre 2011 par cette même équipe.
Ryan Giggs est le joueur ayant disputé le plus de derbies (30).
Wayne Rooney est le joueur ayant marqué le plus de buts (11).

### Records de précocité (Plus jeune buteur)
| Rang | Nom               | Club              | Âge                         |
| ---- | ----------------- | ----------------- | --------------------------- |
| 1º   | Marcus Rashford   | Manchester United | 18 ans, 4 mois et 20 jours  |
| 2º   | Cristiano Ronaldo | Manchester United | 19 ans, 0 mois et 9 jours   |
| 3º   | Wayne Rooney      | Manchester United | 19 ans, 3 mois et 20 jours  |
| 4º   | Kelechi Iheanacho | Manchester City   | 19 ans, 11 mois et 7 jours  |
| 5°   | Paul Scholes      | Manchester United | 20 ans, 10 mois et 28 jours |
| 6°   | Danny Welbeck     | Manchester United | 21 ans, 1 mois et 13 jours  |
| 7º   | Mario Balotelli   | Manchester City   | 21 ans, 2 mois et 11 jours  |
| 8º   | Chris Smalling    | Manchester United | 21 ans, 8 mois et 16 jours  |

## Derby féminin

### Histoire
La section féminine de Manchester United est promue en WSL en 2019, ouvrant la voie à un derby de Manchester en football féminin. Lors de leur première confrontation, le 7 septembre 2019, en ouverture du championnat, les Reds tiennent tête aux Blues, alors vice-championnes en titre, et ne s'inclinent que sur la plus petite des marges (1-0), sur un but de l'Écossaise Caroline Weir, devant 31 213 spectateurs (un record en championnat anglais à l'époque) à l'Etihad Stadium. United prend sa revanche dès le mois suivant en phase de groupe de coupe de la Ligue en l'emportant 2-0. Katie Zelem est la première buteuse des Red Devils, sur coup franc direct.
Le 11 décembre 2022, les deux équipes se retrouvent en championnat à l'Etihad devant 44 259 spectateurs, et se quittent sur un match nul 1-1.

### Statistiques
Mise à jour le 15 avril 2025.
| Compétition                | Matches | Victoires/City | Nuls | Victoires/United | Buts/City | Buts/United |
| -------------------------- | ------- | -------------- | ---- | ---------------- | --------- | ----------- |
| Championnat d'Angleterre   | 10      | 5              | 3    | 2                | 19        | 13          |
| Coupe d'Angleterre         | 3       | 2              | 0    | 1                | 7         | 5           |
| Coupe de la ligue anglaise | 5       | 2              | 1    | 2                | 5         | 6           |
| Total                      | 18      | 9              | 4    | 5                | 31        | 24          |